# Percy Rees
Percy Montague Rees (ur. 27 września 1883 w Londynie, zm. 12 czerwca 1970 w Wonersh) – angielski hokeista na trawie. Złoty medalista olimpijski z Londynu (1908).
Percy Rees grał na prawym skrzydle dla Barnes Hockey Club. Na igrzyska olimpijskie został powołany jako napastnik.
Rees wystąpił we wszystkich trzech meczach; w meczu pierwszej rundy, który został rozegrany 29 października 1908, reprezentacja Anglii pokonała Francję 10–1. Następnego dnia, Anglia pokonała w półfinale Szkocję 6–1. W meczu o złoto (który odbył się 31 października), angielska drużyna pokonała ekipę z Irlandii 8–1, a tym samym razem z kolegami z drużyny, zdobył złoty medal olimpijski (medale zdobyły wszystkie cztery drużyny z Wielkiej Brytanii (Anglia, Irlandia, Szkocja i Walia), jednak wszystkie przypisywane są Zjednoczonemu Królestwu). Rees strzelił jednego gola w meczu z Francuzami (w pierwszej rundzie).
Grał w reprezentacji Anglii w 14 zwycięskich meczach reprezentacyjnych. Obok Harveya Wooda był jedynym zawodnikiem, który grał we wszystkich meczach międzynarodowych dla Anglii w sezonie 1908.
Podczas I wojny  światowej walczył w randze kapitana w 10 batalionie Królewskich Fizylierów. Otrzymał Krzyż Wojskowy.